# ブレス浜松
ブレス浜松（ブレスはままつ）は、静岡県浜松市を活動拠点とする女子バレーボールクラブチームである。2025-26シーズンはV.LEAGUE WOMENに所属。

## 概要
運営は「一般社団法人ブレス浜松」で、学校法人森島学園理事長の森島康之が代表理事を務める。
2012年11月、Befcoビービースターズの監督、スタッフ、選手が中心になり設立。2015/16シーズンよりV・チャレンジリーグIIに出場。2018-19シーズンよりV.LEAGUE Division2参戦。
ホームタウンは浜松市。また、浜松市と磐田市、菊川市、掛川市、湖西市、袋井市、御前崎市、森町の8市町と包括連携協定を締結している。
チーム名「ブレス」とは、「呼吸、風のそよぎ、生命力、注ぐ」などの意味で、浜松などに自分たちの活動から生命力などを注ぎたいという願いが込められている。
マスコットキャラクターはペガサスの「イブちゃん」で、ブレスの意味である「息吹」より名付けられた（公募）。バレーボール6個分の大きさである。2021-22シーズンよりエンブレムにも描かれている。

## 歴史
2012年5月に休部となったBefcoビービースターズの監督、スタッフ、主力選手が中心となり新たな道を模索し、同年11月に「ブレス静岡」としてチームを結成した。
2013年2月から3月に開催された第3回全国6人制バレーボールリーグ総合男女優勝大会において、初出場初優勝を果たした。
2013年4月、チーム名を「ブレス静岡」から「ブレス浜松」に変更。
学校法人森島学園がスポンサードとなり、2014年5月、日本バレーボールリーグ機構はブレス浜松のリーグ準加盟を承認した。2015/16シーズンより準加盟チームも出場可能であるV・チャレンジリーグIIが開催されることとなったため、それに出れることとなった。
初参戦となった2015/16シーズンでは、V・チャレンジリーグII準優勝を果たした。
2016年10月、Vリーグ機構正式入社内定を得て、V・チャレンジリーグIIの2位以内に入り入替戦で勝てばV・チャレンジリーグIに昇格出来ることとなった。2016/17シーズンで準優勝を果たして入替戦出場となるが、JAぎふリオレーナに連敗して昇格ならず。V・チャレンジリーグII在籍のまま、2017年9月に正式入社となった。2017/18シーズンは振るわず4位で終える。
2018-19シーズン、2部スタートとなった新生V.LEAGUEのV2で下位に低迷。チーム設立当初から監督と代表理事を務めてきた藤原道生が責任を取り退団。
2019-20シーズン、久光スプリングスや日立リヴァーレの監督を経験している濱田義弘が監督に就任し、森島学園の理事長である森島康之が代表理事に就任した。2019-20シーズンはチームがなかなか上昇せず最下位で終えたが、2020-21シーズンになるとチームは躍進し、8勝4敗と大きく勝ち越して4位で終えた。
2021年、2021-22シーズン新体制になるタイミングでエンブレムを変更した。2020-21シーズンまでのものは浜松にバレーボールを新たに切り開く思いを込めて大海原を航海する舵をイメージとしていたが、新しいエンブレムには、チームマスコットのペガサス「イブちゃん」を配し、親しみやすくするのと、翼を広げて自由に駆け回る思いが込められた。
2023年5月9日、2024-25シーズンからの新リーグ構想に向けて組織体制を刷新したと報告。クラブ代表を二人制にして、2022-23シーズンまでV1男子・ジェイテクトSTINGSで広報を担当していた岩本勝暁がチーム強化部長に就任。そして、ゼネラルマネージャーに元日本代表の大林素子が就任することを発表。2024年秋に発足されるSVリーグ（新リーグ1部）入りを目指し、プロ化に取り組む意向も示した。2023年9月に浜松市と、2024年2月には新たに静岡県西部の7市町と、スポーツ振興や健康づくりで包括連携協定を締結した。
2023-24シーズン、2023-24 V.LEAGUE DIVISION2 WOMENでチーム初となる9連勝を達成した。最終的には11勝7敗の5位となり、プレーオフ出場はならなかった。
SVリーグ入りを目指して活動していたが、2024年4月の一般社団法人ジャパンバレーボールリーグ理事会によって2024-25シーズンはSV準加盟クラブとして新Vリーグで活動することとなった。
2024-25シーズンは開幕18連勝を含む25勝3敗でレギュラーシーズン優勝を果たしたが、申請していたSVライセンスに関してはSVL理事会の審査で売上不足として不交付となり、Vライセンスが交付された。
2025年7月、株式会社ブレス浜松を設立。しかし、一般社団法人ブレス浜松の2024年度決算（2025年3月期）において債務超過状態であることに対し、Vライセンス交付規則違反として2025年9月1日から2026年6月末の期間の選手契約または移籍契約締結の禁止の制裁が科された。加えて、債務超過状態についてJVLへの事前報告を行わなかった件、JVL理事会の承認なく運営法人の役員を変更し、現実行委員に代表権がなくなり実行委員の要件を満たさなくなった件に関してけん責処分が科された。

## 成績

### 主な成績
V.LEAGUE DIVISION2 WOMEN
チャレンジリーグII
- 準優勝 2回 - 2015年度、2016年度

全国6人制バレーボールリーグ総合男女優勝大会
- 優勝 1回 - 2013年

黒鷲旗全日本選抜大会
- 準優勝 - 2025年

### 年度別成績

#### V・プレミアリーグ / V・チャレンジリーグ
| 所属         | 年度    | 最終 順位 | 参加 チーム数 | レギュラーラウンド | レギュラーラウンド | レギュラーラウンド | レギュラーラウンド | ポストシーズン | ポストシーズン | ポストシーズン |
| 所属         | 年度    | 最終 順位 | 参加 チーム数 | 順位               | 試合               | 勝                 | 敗                 | 試合           | 勝             | 敗             |
| ------------ | ------- | --------- | ------------- | ------------------ | ------------------ | ------------------ | ------------------ | -------------- | -------------- | -------------- |
| チャレンジII | 2015/16 | 準優勝    | 5チーム       | 2位                | 16                 | 10                 | 6                  | -              | -              | -              |
| チャレンジII | 2016/17 | 準優勝    | 6チーム       | 2位                | 15                 | 10                 | 5                  | -              | -              | -              |
| チャレンジII | 2017/18 | 4位       | 6チーム       | 4位                | 15                 | 7                  | 8                  | -              | -              | -              |

#### V.LEAGUE (2018-2024)
| 所属      | 年度    | 最終 順位 | 参加 チーム数 | レギュラーラウンド | レギュラーラウンド | レギュラーラウンド | レギュラーラウンド | ポストシーズン | ポストシーズン | ポストシーズン | 備考                     |
| 所属      | 年度    | 最終 順位 | 参加 チーム数 | 順位               | 試合               | 勝                 | 敗                 | 試合           | 勝             | 敗             | 備考                     |
| --------- | ------- | --------- | ------------- | ------------------ | ------------------ | ------------------ | ------------------ | -------------- | -------------- | -------------- | ------------------------ |
| DIVISION2 | 2018-19 | 8位       | 10チーム      | 8位                | 18                 | 7                  | 11                 | -              | -              | -              |                          |
| DIVISION2 | 2019-20 | 8位       | 8チーム       | 8位                | 21                 | 5                  | 16                 | -              | -              | -              |                          |
| DIVISION2 | 2020-21 | 4位       | 9チーム       | 4位                | 21                 | 8                  | 4                  | -              | -              | -              |                          |
| DIVISION2 | 2021-22 | 7位       | 10チーム      | 7位                | 16                 | 7                  | 9                  | -              | -              | -              | 不戦勝1、不戦敗2を含む。 |
| DIVISION2 | 2022-23 | 4位       | 11チーム      | 4位                | 20                 | 13                 | 7                  | -              | -              | -              |                          |
| DIVISION2 | 2023-24 | 5位       | 10チーム      | 5位                | 18                 | 11                 | 7                  | -              | -              | -              |                          |

#### SV.LEAGUE / V.LEAGUE
| 所属     | 年度    | 最終 順位 | 参加 チーム数 | レギュラーラウンド | レギュラーラウンド | レギュラーラウンド | レギュラーラウンド | ポストシーズン | ポストシーズン | ポストシーズン | 備考 |
| 所属     | 年度    | 最終 順位 | 参加 チーム数 | 順位               | 試合               | 勝                 | 敗                 | 試合           | 勝             | 敗             | 備考 |
| -------- | ------- | --------- | ------------- | ------------------ | ------------------ | ------------------ | ------------------ | -------------- | -------------- | -------------- | ---- |
| V.LEAGUE | 2024-25 | 準優勝    | 11チーム      | 1位                | 28                 | 25                 | 3                  | 2              | 1              | 1              |      |

## 選手・スタッフ(2025-26)

### 選手
| 背番号                                                                       | 名前       | シャツネーム | 生年月日（年齢）       | 身長 | 国籍 | Pos   | 在籍年  | 前所属         | 備考         |
| ---------------------------------------------------------------------------- | ---------- | ------------ | ---------------------- | ---- | ---- | ----- | ------- | -------------- | ------------ |
| 2                                                                            | 坂口莉乃   | SAKAGUCHI    | 1998年3月26日（27歳）  | 162  | 日本 | S     | 2024年- | 大野石油広島   | キャプテン   |
| 3                                                                            | 神田さくら | KANDA        | 2000年4月27日（25歳）  | 182  | 日本 | MB    | 2024年- | ルートイン     |              |
| 6                                                                            | 早川京美   | HAYAKAWA     | 2000年10月9日（24歳）  | 174  | 日本 | OH    | 2023年- | 筑波大学       | 副キャプテン |
| 9                                                                            | 山本実奈   | YAMAMOTO     | 1999年3月10日（26歳）  | 166  | 日本 | OH    | 2021年- | 至学館大学     |              |
| 12                                                                           | 乾未和     | INUI         | 2000年4月3日（25歳）   | 155  | 日本 | S     | 2023年- | 中京大学       |              |
| 13                                                                           | 蓑部莉奈   | MINOBE       | 2001年8月3日（23歳）   | 162  | 日本 | OH    | 2024年- | 岐阜協立大学   |              |
| 14                                                                           | 狩野亜衣   | KANO         | 2001年6月17日（24歳）  | 173  | 日本 | MB    | 2024年- | 順天堂大学     |              |
| 15                                                                           | 柾木茜     | MASAKI       | 2001年4月7日（24歳）   | 155  | 日本 | L     | 2024年- | 東北福祉大学   |              |
| 17                                                                           | 緑栞希     | MIDORI       | 2005年11月15日（19歳） | 170  | 日本 | OH    | 2024年- | 下北沢成徳高校 |              |
| 18                                                                           | 西河ゆうか | NISHIKAWA    | 2002年5月2日（23歳）   | 167  | 日本 | L     | 2025年- | 桜美林大学     | 新人         |
| 19                                                                           | 中原彩音   | NAKAHARA     | 2002年8月12日（22歳）  | 176  | 日本 | MB    | 2025年- | 日本経済大学   | 新人         |
| 21                                                                           | 水上真悠子 | SHIN         | 1996年2月23日（29歳）  | 172  | 日本 | OH    | 2018年- | 星槎道都大学   |              |
|                                                                              | 足立溜奈   | ADACHI       | 2000年11月3日（24歳）  | 176  | 日本 | OP/MB | 2025年- | 姫路           | 期限付き移籍 |
| 出典：チーム新体制発表 チーム公式サイト Vリーグ公式サイト 更新：2025年7月9日 |            |              |                        |      |      |       |         |                |              |

### スタッフ
| 役職                                                                         | 名前       | 備考 |
| ---------------------------------------------------------------------------- | ---------- | ---- |
| 強化ディレクター                                                             | 髙橋聡     |      |
| ヘッドコーチ                                                                 | 濱田義弘   |      |
| コーチ                                                                       | 高橋邑弥   |      |
| コーチ                                                                       | 白井竜太郎 |      |
| アナリスト                                                                   | 都筑茉歩   |      |
| トレーナー                                                                   | 稲垣昇吾   |      |
| チームドクター                                                               | 中山理     |      |
| マネージャー                                                                 | 山本牧乃   |      |
| 出典：チーム新体制発表 チーム公式サイト Vリーグ公式サイト 更新：2025年7月7日 |            |      |